# Marilyn Musgrave
Marilyn Neoma Musgrave, född 27 januari 1949 i Greeley, Colorado, är en amerikansk republikansk politiker. Hon representerade delstaten Colorados fjärde distrikt i USA:s representanthus 2003-2009.
Musgrave utexaminerades 1972 från Colorado State University. Hon var sedan verksam som lärare och företagare i Colorado.
Kongressledamoten Bob Schaffer kandiderade inte till omval i kongressvalet 2002. Musgrave vann valet och efterträdde Schaffer som kongressledamot i januari 2003. Hon omvaldes två gånger. Hon besegrades i kongressvalet i USA 2008 av utmanaren Betsy Markey.